# Syngamilyta leucinodalis
Syngamilyta leucinodalis là một loài bướm đêm trong họ Crambidae.